# Lagarfljót
Lagarfljót (também chamado Lögurinn) é um lago situado no leste da Islândia perto de Egilsstaðir. Sua superfície mede 53 quilômetros quadrados e tem 25 km de comprimento; sua maior largura é de 2,5 km e sua maior profundidade é de 112 m . O rio Lagarfljót flui através deste lago.
A maior floresta na Islândia, a Hallormsstaðarskógur, encontra-se perto do lago, bem como uma cachoeira (português brasileiro) ou cascata (português europeu), a Hengifoss, que com 118 metros é uma das mais altas do país.
Como acontece no escocês Lago Ness, um criptido em forma de serpente chamado Lagarfljótsormurinn pelos moradores locais, é tido por alguns como encontrando-se a viver nas profundezas do Lagarfljót.